# بيغي باريش
بيغي باريش (بالإنجليزية: Peggy Parish)‏ (14 يوليو 1927، مانينغ في الولايات المتحدة - 19 نوفمبر 1988)؛ كاتِبة مُتخصِّصة في أدب الأطفال وروائية أمريكية.